# Les Ramoneurs de Menhirs
Les Ramoneurs de menhirs es un grupo de punk celta formado en el año 2006 en Bretaña, Francia. Está compuesto por una pareja de «sonneurs» (músicos tradicionales de Bretaña): Éric Gorce a la bombarda, Richard Bévillon al biniou (gaita bretona); Maurice Jouanno al canto tradicional y Loran a la guitarra. Este último es más conocido por ser el guitarrista del grupo de punk Bérurier Noir. Suelen tocar tanto en conciertos normales como en Fest-noz. La mayoría de las canciones están cantadas en lengua bretona.

## Historia

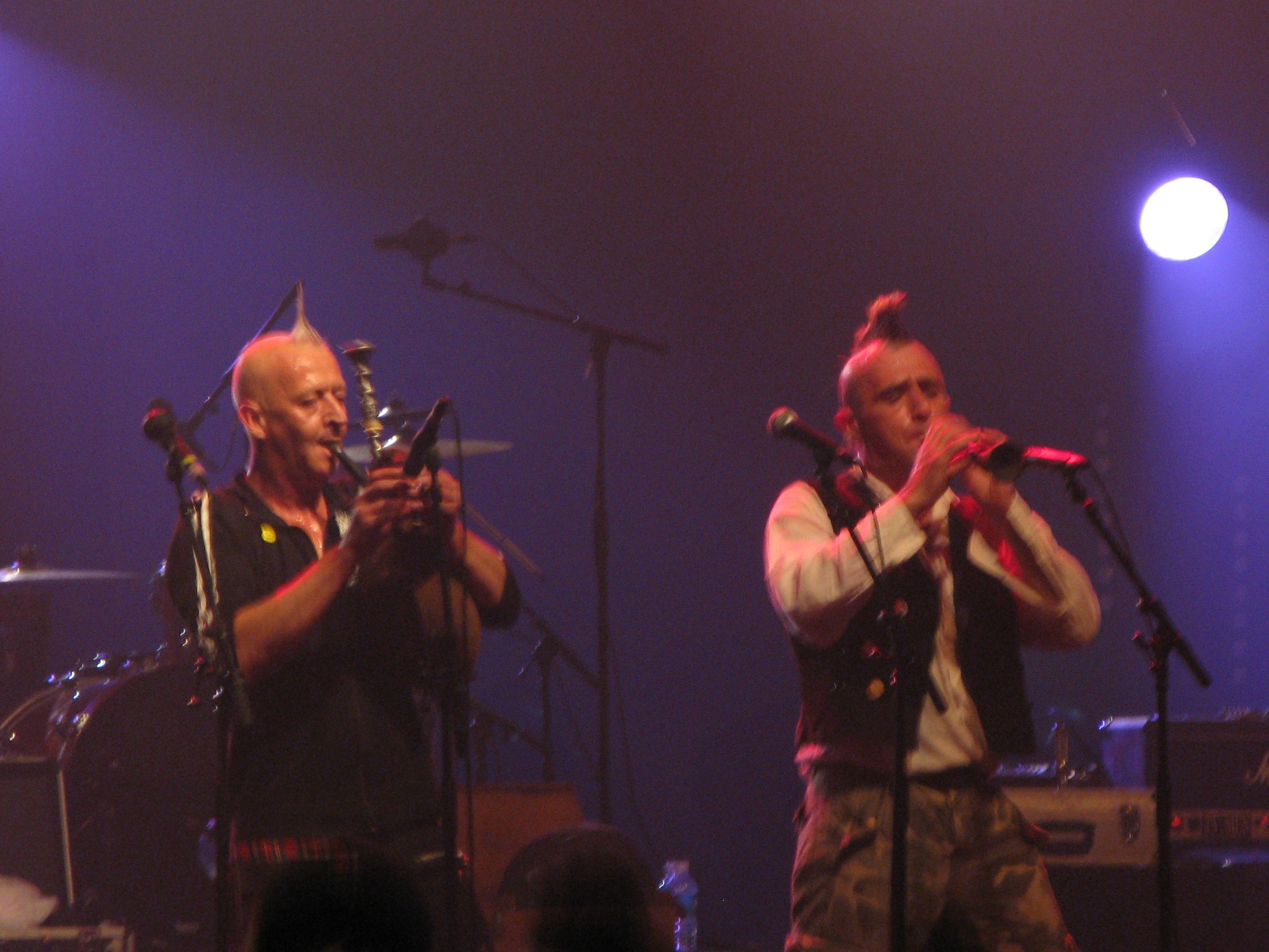
La pareja de sonneurs durante el Festival Intercéltico de Lorient de 2009.

El grupo se formó en el año 2006, cuando Bévillon y Gorce invitaron a Louise Ebrel, Maurice Jouanno y al ex Bérurier Noir, Loran, a participar en su disco de música bretona tradicional Kerne Izei, que fue editado por el sello Coop Breizh. 
Su primer álbum, ya como banda, se llamó Dañs an Diaoul («la danza del diablo»), y salió a la venta con la antigua casa discográfica de Bérurier Noir, Folklore de la zone mondiale. La cantante Louise Ebrel, hija de Eugénie Goadec, un famoso músico tradicional bretón, aparece como invitada en varias de las canciones, contando por aquel entonces 78 años de edad.
Les ramoneurs de menhirs participan de forma oficial en el Festival Interceltique de Lorient en el año 2007, tras haberlo hecho ya el año anterior, pero fuera del cartel oficial. A partir de enero de 2008, empezaron a realizar girar por varios países europeos: Escocia, Francia y Suiza. En abril de ese mismo año, el grupo se llevó el premio Kan Ar Bobl en la categoría de «grupo musical». Al año siguiente, el grupo volvió a formar parte del cartel del Festival Interceltique de Lorient.
El 10 de abril de 2010, salió a la venta su segundo álbum de estudio, otra vez con el sello Folklore de la zone mondiale, llamado Amzer an dispac'h («la hora de la revuelta»). Este disco contó con la colaboración de numerosos invitados en casi todas las canciones, a saber: Louise Ebrel por segunda vez; los miembros del grupo punk rock navajo Blackfire; Gilles Servat, voz muy conocida dentro del mundo de la cultura celta; Niko, cantante del grupo Tagada Jones, y los miembros de Les mangeouses d'oreilles, un grupo de música bretona.
El 10 de mayo de 2010, se reunieron en la plaza del ayuntamiento de Rennes, la capital de Bretaña, para apoyar la manifestación Ar Redadeg, cuyo fin es popularizar la práctica de la lengua bretona. Tocaron la canción Redadeg 2010, que cantó un grupo de alumnos de Div Yezh, Dihun y Diwan, que son distintas asociaciones de padres que quieres promover el uso del bretón. El grupo participó, asimismo, en un concierto celebrado a la llegada de la Redadeg en Pontivy el 15 de mayo. El fin de semana siguiente asistieron a la fiesta nacional de la lengua bretona (Gouel broadel ar brezhoneg) en Cavan/Kawan.
Aunque también hay un nuevo disco creado en 2014. Fue llamado "tan ar bolb".

## Discografía

### Maxi
- 1985: Joyeux merdier - Maxi de cuatro temas - sacado del CD Concerto pour détraqués («concierto para trastornados») (Bérurier Noir con Éric Gorce a la gaita bretona y Jean-Pierre Beauvais a la bombarda en la canción titulada Vive le Feu («viva el fuego»).

### CD
- 2006: Kerne Izel, Coop Breizh (Bévillon y Gorce acompañados por Louise Ebrel, del cantante tradicional Maurice Jouanno y por Loran, guitarrista del grupo Bérurier Noir en las canciones Gavotte d'honneur Bigouden y Yaw ha yaw ha yaw.
- 2007: Dañs an Diaoul

1. K.A (3:34)
2. BellARB (5:24)
3. Dañs Gwadek 1 (Plinn) (4:03)
4. Yaw Ha Yaw Ha Yaw (An Dro) (3:34)
5. Nomades (2:47) (versión de Ze6)
6. Edan Ur Blez (Laridé) (5:41)
7. Na Gast Na Matezh (Gavotte Pourlet) (3:31)
8. Captain Kirk (2:39) (versión de Spizzenergi)
9. Dañs Gwadek 2 (Plinn) (4:29)
10. Vive Le Feu (6:01) (versión de Bérurier noir)
11. 'Vel Un Tour-Tan (Gavotte D'Honneur) (3:547)

- 2010 : Amzer an dispac'h

1. Unnek Gwezh
2. Oy ! Oy ! Oy !
3. La Blanche Hermine (reprise de Gilles Servat)
4. Menez Unan
5. Tamm Kreiz
6. Menez Daou
7. If the Kids ar United (reprise de Sham 69)
8. Marijanig
9. Ya'at'eeh
10. Auschwitz planète (reprise de Tromatism)
11. Breizhistañs

- 2014 : Tan ar Bobl

### Vinilo
- 2008: Dañs an Diaoul (algunas de las canciones cambian respecto a la edición en CD)

Cara A:
1. Gavotte Bigouden
2. K.A.
3. Dans Gwadek 1
4. Gavotte d'honneur
5. Nomades

Cara B:
1. Yaw Ha Yaw Ha Yaw Ha
2. Edan ur blez
3. Dans Gwadek 2
4. Bal Plinn
5. Bell'ARB

### Recopilaciones
- 2007: Breizh disorder, volumen 6 (Yaw ha yaw ha yaw - versión en directo).
- 2009: Rock e Breizh (Trist eo dinn ma flanedenn - inédita).
- 2009: In The Spirit Of Total Resistance - Free Leonard Peltier! (Bell'ARB - sacado del álbum Dañs an Diaoul).